# 斯皮特赫伊峰
61°36′46″N 8°26′19″E / 61.61278°N 8.43861°E
斯皮特赫伊峰是挪威的山峰，位於該國東南部內陸郡，處於洛姆，距離首都奧斯陸220公里，屬於尤通黑門山脈的一部分，海拔高度1,885米。